# Thollon-les-Mémises
Thollon-les-Mémises é uma comuna francesa na região administrativa de Auvérnia-Ródano-Alpes, no departamento da Alta Saboia. Estende-se por uma área de 13.78 km². Em 2010 a comuna tinha 836 habitantes (densidade: 60,7 hab./km²).